# Paraphasmophaga
Paraphasmophaga – rodzaj muchówek z rodziny rączycowatych (Tachinidae).

## Wybrane gatunki
- P. clavis Townsend, 1915[1]
- P. dissita Reinhard, 1962[1]